# Aktionskomitee für die Vereinigten Staaten von Europa
Das Aktionskomitee für die Vereinigten Staaten von Europa (ACUSE) wurde unter anderem von Jean Monnet initiiert und 1955 gegründet.
Das Aktionskomitee für die Vereinigten Staaten von Europa sollte den Europagedanken (Integration) weiter verbreiten und insbesondere auch durch die Vorbereitung von Ideen und Anregungen der Politik Hilfestellung leisten (Denkfabrik). Zu Beginn der Tätigkeit vor allem hinsichtlich der Gründung der Europäischen Atomgemeinschaft (EAG) und der Europäischen Wirtschaftsgemeinschaft (EWG).

## Gründung
Jean Monnet erlangte bis zum 13. Oktober 1955 das Einverständnis vieler Politiker (u. a. Fanfani, Kiesinger, Mollet, Pleven, Wehner später Brandt, Heath, Tindemans) und Organisationen, mit ihm zusammen das Aktionskomitee zu gründen.
Am 14. Oktober 1955 wurde durch Jean Monnet in einer Pressemeldung zur Gründung eines Aktionskomitees für die Vereinigten Staaten von Europa aufgerufen.
Der Name der Einrichtung geht auf Jean Monnet selbst zurück. Das Ziel der Einrichtung war bereits im Namen enthalten.
Am 18. Januar 1956 fand in Paris die konstituierende Sitzung des Aktionskomitees statt.

## Sitz
Das Sekretariat des Aktionskomitee fand in der Avenue Foch in Paris den Sitz.

## Organisation
Jean Monnet war von 1955 an Vorsitzender des „Aktionskomitees für die Vereinigten Staaten von Europa“. Generalsekretär und späterer Vizevorsitzender des Aktionskomitees wurde Max Kohnstamm.
Nukleus und maßgebliche Triebfeder des Aktionskomitees war auch in den weiteren Jahren des Bestandes des Aktionskomitees Jean Monnet, der die maßgeblichen politischen Kräfte mobilisierte und zu gemeinsamen Gesprächen und zur Beschlussfassung zusammenbrachte.
Dem Aktionskomitee gehörten viele einflussreiche Politiker, Parteien und andere Organisationen Europas (z. B. Gewerkschaften) an.

## Ziele
Ziel des Aktionskomitees war einen Beitrag zur weiteren und vertieften Europäischen Integration zu leisten.
Unterschiedliche parteipolitische Ansichten und nationalistische Strömungen sollten durch das gemeinsame Ziel, die Europäische Integration, überwunden werden. Dies vor allem durch das gemeinsame Gespräch und Beratung über Probleme, die sich in allen Mitgliedstaaten der Gemeinschaften gleichermaßen stellten.
Das Ziel war die Bildung der Vereinigten Staaten von Europa, welche über eine bloße völkerrechtliche Zusammenarbeit hinausgehen (Europa der Vaterländer) und es verunmöglichen sollte, dass wieder ein Krieg zwischen den europäischen Staaten ausbrechen kann. Dazu sei die weitere Übertragung von Kompetenzen von den Mitgliedstaaten auf die europäische Ebene erforderlich.
Das Aktionskomitee hat wesentlichen Anteil am Zustandekommen der Europäischen Atomgemeinschaft und der Europäischen Wirtschaftsgemeinschaft sowie an der deutsch-französischen Aussöhnung.
Nach Verwirklichung der Teilintegration im Bereich Kohle und Stahl (Montanunion), Atomenergie (EAG) und der umfassenden Wirtschaftsgemeinschaft (EWG) wurden vom Aktionskomitee als weitere notwendige Integrationsschritte die Bereiche Politik (politische Union), Finanzen und Währung (Währungsunion) erkannt und Vorschläge ausgearbeitet.

## Auflösung
Das Aktionskomitee für die Vereinigten Staaten von Europa löste sich am 9. Mai 1975 auf.
Die Auflösung des Aktionskomitees erfolgte, weil Jean Monnet im März 1974 zur Überzeugung gelangte, dass unter anderem durch die mittels des Komitees initiierte Schaffung des Europäischen Rates die Arbeit des Komitees zukünftig überflüssig wird: „Es gibt nichts, was mit der Entscheidungsmöglichkeit der neun Staats- und Regierungschefs vergleichbar ist, die sich regelmäßig zusammen mit dem Präsidenten der europäischen Kommission an einen Tisch setzen, um zu versuchen, die auftauchenden Probleme im gemeinsamen Interesse zu lösen.“
Jean Monnet selbst nannte das Aktionskomitee eine europäische politische Autorität. Der Europäische Rat löste das Aktionskomitee insoweit ab.